# Zájezdní hostinec Na Železné
Na Železné je zájezdní hostinec v Rokycanech, který je v provozu od roku 1577. Objekt čp. 69 v Pražské ulici v rokycanské části Nové Město, rozkládající se na pravém břehu řeky Klabavy, je zapsaný jako kulturní památka v Ústředním seznamu nemovitých kulturních památek České republiky. Podoba domu je po pozdější přestavbě z konce 18. století klasicistní.

## Historie
První zmínka o hostinci je z roku 1576, kdy se Tomáš Železný obrátil na císařské úřady s žádostí, aby mohl ve svém domě na Pražském předměstí (pozdější městská část Nové Město) v Rokycanech vařit pivo a šenkovat víno. 

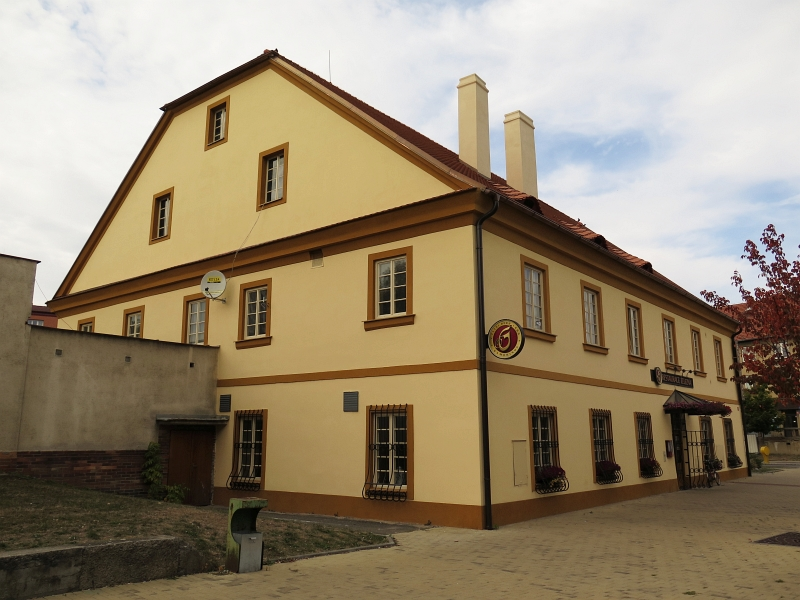
Pohled z Pražské ulice

Zájezdní hostinec byl ve starším domě založen v roce 1577, jak dosvědčuje mj. i nápis na fasádě budovy, a s výjimkou menších přestávek byl udržen v provozu až do 21. století. V roce 1605 hostinec koupil rokycanský primas Matyáš Zítek Srnec z Varvažova. V květnu roku 1757 se v tomto hostinci setkali rokycanští měšťané s velitelem pruského vojska, které obsadilo Rokycany, a dohodli zde výši výpalného a  podmínky, za kterých má být město ušetřeno.
V 17. a 18. století byl hostinec ve vlastnictví rodiny Třebízských, kteří jej v roce 1788 prodali rodině Kellerových. Stalo se tak čtyři roky poté, kdy hostinec v roce 1784 vyhořel. Rokycanské rodině Kellerových dům patřil až do roku 1926. Poté se zde vystřídalo několik dalších majitelů.
Od 50. let 20. století hostinec chátral, opraven a přestavěn byl až v roce 1966. V roce 1993 byl hostinec uzavřen a přeměněn ve sklad  textilu. Provoz restaurace byl obnoven v roce 1995, kdy ji získal nový vlastník.

## Popis
Historická budova hostince se nachází v rokycanské části Nové Město na rohu Pražské ulice a Nerudova náměstí. Hlavní průčelí zděného patrového domu, které je obrácené do Pražské ulice, má šest okenních os. Štít, obrácený k Nerudovu náměstí, má čtyři okenní osy. Fasáda je horizontálně rozčleněna pásovou římsou a profilovanou korunní římsou, okna jsou vsazená do výřezů v omítce. Střecha je sedlová s polovalbou a taškovou krytinou.
Vstup do budovy je z Pražské ulice. Větší část prostor v přízemí je klenutých. Místnost, která se nachází vpravo od vchodu a je souběžná s Pražskou ulicí, má valenou klenbu s pětiúhelníkovými lunetami. Místnosti v patře mají stropy ploché.